# Kiskolcs
Kiskolcs falu Romániában, Szatmár megyében.

## Fekvése
Szatmárnémetitől keletre, a Szamos bal partján fekvő település.

## Története
Kiskolcs nevét a korabeli okiratok már 1325-ben említik, Myre Kolch néven, de ekkor már említve volt Keth Kulch vagyis a két egymás mellett fekvő Kolch helység is.
A falu a meggyesi és a bélteki uradalmak határai között feküdt, s tulajdonosai mindig kisebb birtokosok voltak. A két község sorsa is mindig ugyanaz volt.
1325-ben Kiskolch, melyet ez időben Myre Kolch-nak írták, és a Vitkay család volt birtokosa, mely határperbe keveredett a szomszédos Nagykolcs uraival, a Csomaközy és Bagossy családok tagjaival.
A 15. és 16. században több részbirtokosa is volt: így 1498-ban Bagossy Mihály és Barthay Máté, 1543-ban a Bagossy, Petry, Szennyesi, Way családoké, 1550-ben a Bagossy és Kákonyi családé, valamint a Perényieké volt.
1554-ben Perényi Mihály eladta Kiskolcs harmadrészét Kákonyi Jánosnak.
1560 és 1582 között ismét több birtokosé volt: A Bagossy, Ilosvay, Uray, Tamonyay Nagy, Fekete, Boronyai, Kalamenffy, Vitkay, Szikszay családok részbirtoka volt.
A 17. században birtokot szereztek még itt a Perényi, Pálóczy Horváth, Bornemisza és Lónyai családok is.
A 19. században újabb birtokosok is részt kaptak itt. Ekkor fő birtokosai a gróf Teleki, Bagossy, báró Wesselényi, Darvay, Szeleczky, Végh, Marecz, Bakó és Décsey családok voltak, amelyek nagy része  még a 20. század elején is birtokos volt itt, de ekkor birtokos lett itt még rajtuk kívül a Csabay, Bekő, Sípos, Vígh, és Virágh család is.

## Nevezetességek
- Református templom – 1854-ben épült.
- A Partium első Trianon emlekműve.